# Arquidiocese de Hyaguata
A Arquidiocese de Hyaguata  foi uma arquidiocese situada na República Dominicana, a primeira das Américas. Criada pela bula papal Illius fulciti praesedio de 15 de novembro de 1504, emitida pelo Papa Júlio II e foi suprimida em 13 de agosto de 1511, pela bula Romanus pontifex illius, sendo sua área jurisdicionada à Diocese de Santo Domingo e seu único Arcebispo, Pedro Suárez de Deza, transferido para a Diocese de Concepción de la Vega.

## Prelado
- Pedro Suárez de Deza (1504 - 1511)[1]